# Svenskt Diplomatarium
Svenskt Diplomatarium, noto anche con il nome latino Diplomatarium Suecanum, è una serie di edizioni critiche di documenti svedesi medievali o documenti relativi alla storia della Svezia (in svedese, latino e altre lingue).

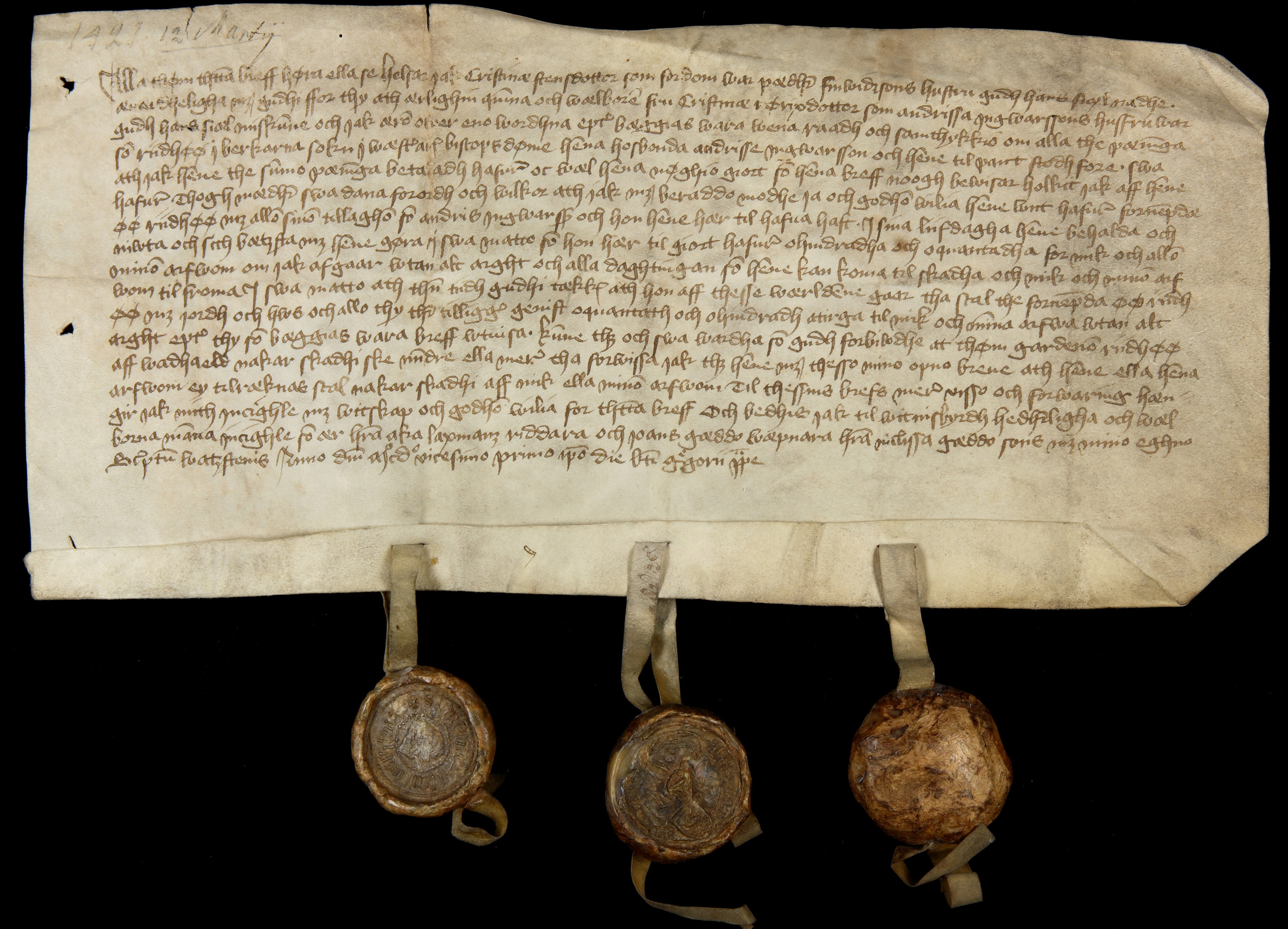
Una lettera dal Svenskt Diplomatarium

Iniziata negli anni venti dell'Ottocento dall'antiquario Johan Gustaf Liljegren, dal 1976 l'opera è custodita da un dipartimento dell'Archivio nazionale svedese. Il comitato editoriale lavora sul materiale in ordine cronologico e il fascicolo pubblicato nel 2004 includeva documenti risalenti al 1370.
Dal 1999, la redazione pubblica l'indice dei documenti medievali noti, compresi quelli dei periodi non ancora coperti dai fascicoli: molti documenti sono disponibili online integralmente e con immagini a colori degli originali.